# 上輔
上輔（Lambda Draconis、λ Draconis，縮寫為Lam Dra、λ Dra），也稱為Giausar，位於拱極星座天龍座內，是一顆單獨、呈現橘紅色的恆星。它的視星等為 +3.8等，可以用裸眼直接看見。依據從地球上測量到的視差9,79mas ，這顆恆星距離太陽約333光年。
這是一顆已經演化至漸近巨星分支的紅巨星，在分類上是MOIII-IIIaCa1，並被懷疑是顆週期大約1,100天的慢不規則變星。在修正臨邊昏暗之後，測量所得的角直徑為6.43±0.07 mas.。在前述的估計距離上，它的真實半徑大約是太陽半徑的53倍，質量是太陽質量的1.7倍，來自有效溫度3,958K的光球亮度是太陽亮度的834倍。

## 同名物體
美國海軍巨爵級貨船USS Giansar (AK-111)以這顆恆星命名。